# Hans Buch (botaniker)
Hans Robert Viktor Buch, född 4 oktober 1883 i Helsingfors, död där 25 april 1964, var en finländsk botanist.
Buch blev filosofie doktor 1922. Han ägande sig särskilt åt studiet av levermossorna. Hans förnämsta arbeten behandlar dessas morfologi och fysiologi, foto- och hydrotropism, groddknopparnas byggnad med mera.